# Jabînți, Cemerivți
Jabînți (în ucraineană Жабинці) este o comună în raionul Cemerivți, regiunea Hmelnîțkîi, Ucraina, formată numai din satul de reședință.

## Demografie
Componența lingvistică a comunei Jabînți
     Ucraineană (98,43%)
     Rusă (1,05%)
Conform recensământului din 2001, majoritatea populației comunei Jabînți era vorbitoare de ucraineană (98,43%), existând în minoritate și vorbitori de rusă (1,05%).